# Шампањ Вињи
Шампањ Вињи (фр. Champagne-Vigny) насеље је и општина у западној Француској у региону Поату-Шарант, у департману Шарант која припада префектури Ангулем.
По подацима из 2011. године у општини је живело 245 становника, а густина насељености је износила 29,48 становника/km². Општина се простире на површини од 8,31 km². Налази се на средњој надморској висини од 103 метара (максималној 160 m, а минималној 78 m).

## Демографија
| 1962. | 1968. | 1975. | 1982. | 1990. | 1999. | 2011. |
| ----- | ----- | ----- | ----- | ----- | ----- | ----- |
| 195   | 197   | 179   | 199   | 193   | 184   | 245   |

График промене броја становника у току последњих година